# Fran Beaufrand
Francisco Beaufrand Koslowski (Maracaibo, Venezuela, 16 de agosto de 1960-15 de septiembre de 2023), más conocido como Fran Beaufrand, fue un fotógrafo venezolano. Fran tuvo una carrera de más de cuarenta años y obtuvo varios premios en festivales nacionales.

## Educación
Entre 1979 y 1980 Fran Beaufrand estudió artes gráficas en la Escuela Cristóbal Rojas, y entre 1980 y 1985 estudió en la Escuela de Artes de la Universidad Central de Venezuela, donde obtuvo una mención en artes plásticas.
Participó en cursos libres sobre apreciación de la obra gráfica en el Centro de Enseñanza Gráfica de Caracas (CEGRA) entre 1985 y 1986 , de diseño gráfico en el Instituto Neumann durante el mismo periodo, y en seminarios de reflexión sobre las artes plásticas en la Universidad Simón Bolívar (USB).

## Carrera
Beaufrand trabajó en la realización de campañas publicitarias para diseñadores de modas como Halston, Ángel Sánchez, Margarita Zingg y Mayela Camacho. entre 1989 y 1995, además de dictar cursos y talleres de fotografía de moda en la Universidad de los Andes, en el MAO y el Kodak de Venezuela entre 1990 y 1995.
Entre las exposiciones colectivas en las que ha participado se encuentran "Jóvenes fotógrafos" (Museo de Bellas Artes, Maracaibo, 1986), el XLV Salón Arturo Michelena (1987), el II Salón Nacional de Joven Fotografía (Sala Julio Arraga, Maracaibo, 1988), el I Bienal de Guayana (1989), "Los 80. Panorama de las artes visuales en Venezuela" (GAN, 1990), "Apóstol, Beaufrand y Garrido, irónico-onírico-sarcástico" (Galería Vía, Caracas, 1992), I Bienal Dimple (Centro de Bellas Artes, Maracaibo, 1993), "Desnudos y vestidos" (MAO, 1994) y "Lo real maravilloso" (Archivo Fotográfico Toscano di Prato, Italia, 1997). En 1995 fue reconocido en la IV Bienal Christian Dior (Centro Cultural Consolidado, Caracas) con un tríptico fotográfico de la serie Manual del buen vestir.
Falleció a los 63 años de un paro respiratorio tras padecer de cáncer de médula.

## Exposiciones individuales
- "Nuevos íconos, nuevos ideales", Maczul (Maracaibo, 2002)
- "Nuevos íconos, nuevos ideales", MACCSI (Caracas, 2001)
- Galería Sol del Río (Guatemala, 1994)
- Galería La Merced (Maracaibo, 1989)
- Interalúmina (Puerto Ordaz, 1988)
- Galería Vía (Caracas, 1987)

## Premios
- Primer premio, IV Bienal Christian Dior, Centro Cultural Consolidado (Caracas, 1995)
- Primer premio, Festival Bienal de Artes Visuales (Barquisimeto, 1992)
- Primer premio, Salón de Arte Seguros Catatumbo (Maracaibo, 1989)
- Tercer premio, Salón Nacional de Artes Visuales, Conac (Caracas, 1988)